# Jordana
Jordana – imię żeńskie pochodzenia biblijnego. Żeński odpowiednik imienia Jordan, które wywodzi się od nazwy rzeki Jordan, w której chrzcił święty Jan Chrzciciel. Po hebrajsku Yarden oznacza "płynący w dół", "obniżający się".
Jordana imieniny obchodzi 13 lutego, 15 lutego i 6 marca.
Znane osoby noszące imię Jordana:
- Jordana Brewster, amerykańska aktorka młodego pokolenia
- Jordanka Fandakowa, bułgarska pedagog i  polityk, minister edukacji i nauki w rządzie Bojka Borisowa, a wcześniej wiceburmistrz Sofii